# Chrysiptera kuiteri
Chrysiptera kuiteri és una espècie de peix de la família dels pomacèntrids i de l'ordre dels perciformes.

## Morfologia
Els mascles poden assolir els 7,5 cm de longitud total.

## Distribució geogràfica
Es troba a Sri Lanka i Bali (Indonèsia).